# Лозоватский сельский совет (Пятихатский район)
Лозоватский сельский совет (укр. Лозуватська сільська рада) — входит в состав
Пятихатского района
Днепропетровской области
Украины.
Административный центр сельского совета находится в 
с. Лозоватка.

## Населённые пункты совета
- с. Лозоватка
- с. Байковка
- с. Ивановка
- с. Лыкошино
- с. Новоукраинка
- с. Терно-Лозоватка
- с. Червоный Яр

## Ликвидированные населённые пункты совета
- с. Халайдовка